# Ishirō Honda
Ishirō Honda (本多猪四郎?, Honda Ishirō; Yamagata, 7 maggio 1911 – Tokyo, 28 febbraio 1993) è stato un regista, produttore cinematografico e sceneggiatore giapponese, noto per aver diretto alcuni episodi della serie del mostro Godzilla e aver collaborato a numerosi film di Akira Kurosawa.

## Biografia
Nato nell'anno del cinghiale, il padre unì la parola Ino (cinghiale) con la parola Shiro (quartogenito): da qui Ishiro o Inoshiro. Si dedicò fin dall'adolescenza al cinema. Nel 1933 entrò negli studi della P.C.L. Nel 1938 sposò Kimi, supervisionatrice delle sceneggiature. Arruolato per difendere il paese per tre volte, Honda fu fatto prigioniero per un anno in Cina. Fu qui che scoprì con orrore che Hiroshima e Nagasaki furono bombardate dalla bomba atomica.
Sotto la guida di due illustri registi del cinema giapponese come Kajiro Yamamoto  e Akira Kurosawa, il giovane Ishirô accrebbe la sua esperienza fino ad essere secondo alla regia nel film Cane randagio nel 1949, in cui interpretò anche una piccola parte. Sempre negli stessi anni girò due documentari: Suna ni saku hana e Ise Shima. Finalmente, la svolta decisiva avvenne nel 1951 entrando nella Toho Ltd. Qui diresse il film Aoi shinju. A questo ne seguirono altri, uno in particolare, Operazione kamikaze (1954) fu la chiave che aprì la porta alla bestia atomica più famosa al mondo, Godzilla (Gojira). In questi anni si formò un trio formidabile tra regia-effetti speciali-produzione i cui membri erano: Ishirô Honda, Eiji Tsuburaya e Tomoyuki Tanaka. Tra il 1956 ed il 1958 i tre girarono vari film di guerra e commedie prima di passare definitivamente al genere Kajiu Eiga (film di mostri). Moltissima della sua produzione fu basata proprio sulla mutazione e contaminazione radioattiva. Si dedicò quasi esclusivamente a Godzilla fino al 1975. Un altro suo capolavoro è Matango, mostro datato 1963. Dopo innumerevoli altri film, Honda concluse la carriera di regista in grande con Distruggete Kong! La Terra è in pericolo!. 
Negli ultimi vent'anni di vita riprese la sua collaborazione con Kurosawa con Kagemusha - L'ombra del guerriero del 1980 e divenne una sorta di consigliere negli ultimi film del grande maestro giapponese, tutti sul tema del nucleare. Il suo più influente lavoro nella collaborazione con Kurosawa si vide nel film Sogni in cui tornò nelle vesti di regista dopo 15 anni, dirigendo alcuni episodi.
Ishirô Honda si spense il 28 febbraio 1993 a Tokyo, per un attacco cardiaco.

## Omaggi
Nel film Pacific Rim di Guillermo del Toro del 2013 è stato inserito nei titoli di coda un messaggio di commemorazione per Honda e per Ray Harryhausen. Il messaggio recita: "This film is dedicated to the memory of Monster Masters Ray Harryhausen and Ishiro Honda" (Il film è dedicato alla memoria dei maestri di mostri Ray Harryhausen e Ishiro Honda).

## Filmografia

### Regista
- Aoi shinju (1951)
- Operazione kamikaze (Taiheiyô no washi, 1954)
- Godzilla (Gojira) (1954)
- Jūjin yuki Otoko (1955)
- Rodan, il mostro alato (Sora no daikaijū Radon) (1956)
- I misteriani (Chikyū bōeigun) (1957)
- Uomini H (Bijo to Ekitainingen) (1958)
- Daikaijū Baran (1958)
- Inferno nella stratosfera (Uchū daisensō) (1959)
- Una nube di terrore (Gasu ningen dai 1 gō) (1960)
- Mothra (Mosura) (1961)
- Gorath (Yosei Gorasu) (1962)
- Il trionfo di King Kong (Kingu Kongu tai Gojira) (1962)
- Matango il mostro (Matango) (1963)
- Atragon (Kaitei gunkan) (1963)
- Watang! Nel favoloso impero dei mostri (Mosura tai Gojira) (1964)
- Dogora - Il mostro della grande palude (Uchū Daikaijū Dogora) (1964)
- San daikaijū chikyū saidai no kessen (1964)
- Frankenstein alla conquista della Terra (Furankenshutain tai chitei kaijū Baragon) (1965)
- L'invasione degli astromostri (Kaijū Daisenso) (1965)
- Kong, uragano sulla metropoli (Furankenshutain no Kaijū - Sanda tai Gaira) (1966)
- King Kong - Il gigante della foresta (Kingu Kongu no gyakushū) (1967)
- Gli eredi di King Kong (Kaijū sōshingeki) (1968)
- Latitudine zero (Ido zero daisakusen) (1968)
- Gojira Minira Gabara - All kaijū dai shingeki (1969)
- Atom, il mostro della galassia (Gezora Ganime Kameba - Kessen! Nankai no kaijuu) (1970)
- Distruggete Kong! La Terra è in pericolo! (Mekagojira no gyakushu) (1975)
- Sogni (Yume) (1990) (diretto insieme ad Akira Kurosawa e non accreditato)